# Fritz Schwab jun.
Fritz Schwab jun. (* 1. Oktober 1932 in Innsbruck; † 3. Februar 2022 in Kematen in Tirol) war ein österreichischer Manager und von 1987 bis 1999 Präsident des FC Wacker Innsbruck.

## Leben und Karriere
Schon sein Vater, Fritz Schwab sen., war mehrere Male Vorstandsvorsitzender des FC Wacker Innsbruck (20. Februar 1932 bis 16. März 1934 und 15. April 1937 bis 25. August 1938). Fritz Schwab jun. begann seine sportliche Laufbahn beim FC Wacker Innsbruck und stand in den 1950er und 1960er Jahren im Tor, während sein Vater von 1957 bis 1964 gewählter Präsident war. Nach seiner aktiven Zeit übte er beim FC Wacker Innsbruck und bei der Spielgemeinschaft mit Wattens mehrere Funktionen aus: Schriftführer, Vorstandsmitglied oder Vizepräsident.
Als der FC Swarovski Tirol gegründet wurde, nahm Schwab 1987 die Präsidentschaft der Schwarz-Grünen an und wollte den Verein wieder in die Bundesliga führen. Der Verein stieg fünf Saisonen später in die vierte Spielklasse, der Tiroler Liga, auf und qualifizierte sich für die Regionalliga West. Da sich der FC Swarovski Tirol wieder auflöste, spielte der FC Wacker Innsbruck in der Saison 1992/93 in der Bundesliga und wurde Fünfter.
In Innsbruck wurde 1993 ein neuer Verein, der FC Tirol Innsbruck, gegründet und übernahm die Bundesligalizenz für die Saison 1993/94 von FC Wacker Innsbruck, der sich dadurch wieder in der Regionalliga Tirol befand. Schwab plante einen eigenen Sportplatz mit Kantine, den er nicht verwirklichen konnte. Durch eine Reform spielten die Innsbrucker in der Saison 1996/97 in der Regionalliga West. Wegen nicht vorhandener finanzieller Mitteln musste er bei der Mannschaft die Kosten reduzieren. Der Verein belegte den letzten Platz und stieg in die Tiroler Liga ab. Ein Jahr später stiegen die Innsbrucker in die zweite Klasse ab und lösten sich schuldenfrei auf. Mit dem FC Tirol Innsbruck wurde eine Nachwuchsspielmannschaft gegründet, die mit den Amateuren des FC Tirol Innsbruck in der Saison 1999/2000 eingegliedert wurde.
Schwab arbeitete in dem familieneigenen Unternehmen Anton Schwab & Söhne, die später Schwab Druck Kartonagen hieß und von der Constantia-Gruppe übernommen wurde.